# The Opposite from Within
The Opposite from Within är det tyska metalcore-bandet Calibans fjärde studioalbum, utgivet i september 2004 på Roadrunner Records i Europa, USA och Japan.
Albumet producerades av svenske Anders Fridén (In Flames) i dennes studio The Room i Göteborg.
The Opposite from Within var bandets första skiva med trummisen Patrick Grün, samt den ena med basisten Boris Pracht.

## Låtlista
1. "The Beloved and the Hatred" – 3:47
2. "Goodbye" – 4:01
3. "I've Sold Myself" – 3:58
4. "Stand Up" – 3:48
5. "Senseless Fight" – 3:57
6. "Stigmata" – 3:03
7. "Certainty...Corpses Bleed Cold" – 4:26
8. "My Little Secret" – 4:03
9. "One of These Days" – 3:18
10. "Salvation" – 3:52
11. "Diary of an Addict" – 5:34
12. "100 Suns" – 3:56

Bonusspår på japanska utgåvan
1. "Trapped in Time"

## Medverkande
Musiker
- Andreas Dörner – sång
- Marc Görtz – gitarr
- Denis Schmidt – gitarr, sång
- Boris Pracht – basgitarr
- Patrick Grün – trummor

Bidragande musiker
- Johannes Formella – sång
- Kay Seyda – sång

Produktion
- Anders Fridén – producent, inspelningstekniker
- Cecilia Kri – assisterande producent, inspelningstekniker
- Andy Sneap – mixning, mastering
- Marc Görtz – design, albumkonst
- Boris Pracht – design, albumkonst
- Christoph Kater – design
- Simon Bierwald – foto